# Bere

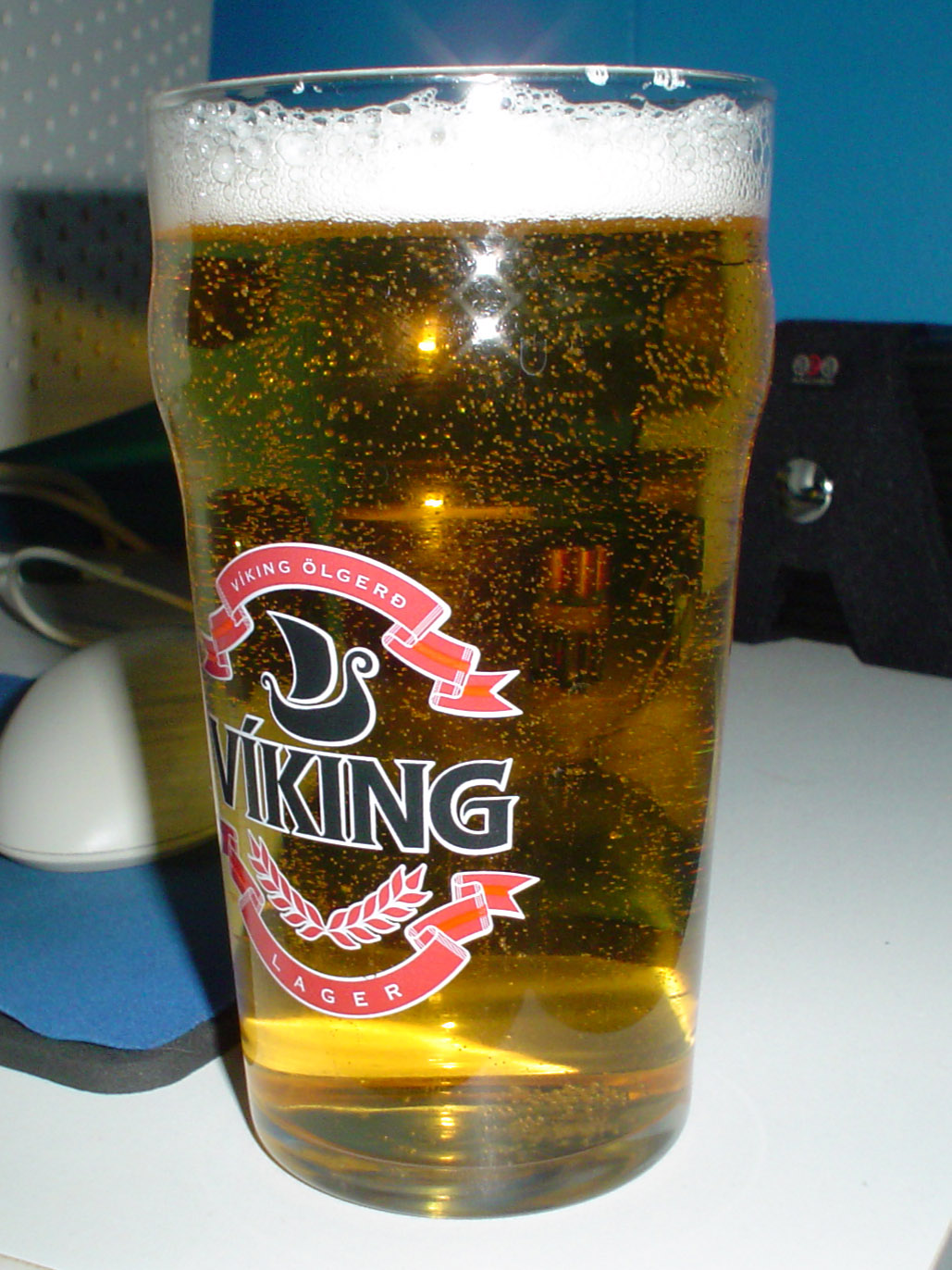
Un pahar cu bere

Berea este o băutură alcoolică obținută din 4 produse naturale: drojdia de bere, malț, hamei și apă. Aceasta are aproximativ 5% alcool; așa-numita bere fără alcool are între 0 și 0,5% alcool.
Temperatura ideală de consumat berea este cuprinsă între 6 și 8 °C.
De obicei energia berii provine din grâne, dar poate să vină și din energia cartofilor sau a mazării. Se poate spune că și băutura japoneză sake se poate încadra în definiția berii. În Rusia, berea se încadra (până în anul 2011) oficial la categoria băuturilor nealcoolice.
Consumată cu moderație, în limita a 330 ml/zi pentru femei și 660 ml/zi pentru bărbați, berea poate avea anumite beneficii pentru organismul uman, datorită ingredientelor naturale din care este obținută. Cerealele din bere, în special orzul, reprezintă o sursă importantă de proteine, fibre și vitamine de tip B. Hameiul, supranumit și aurul verde, este o sursă de antioxidanți, iar drojdia din bere conține 17 vitamine, 14 minerale și 16 aminoacizi esențiali organismului uman. 

## Categorii de bere
- bere neagră filtrată sau nefiltrată
- bere fără alcool
- bere blondă pasteurizată sau nepasteurizată
- bere blondă superioară
- cremă de bere
- bere brună
- bere cu lămâie

## Istorie

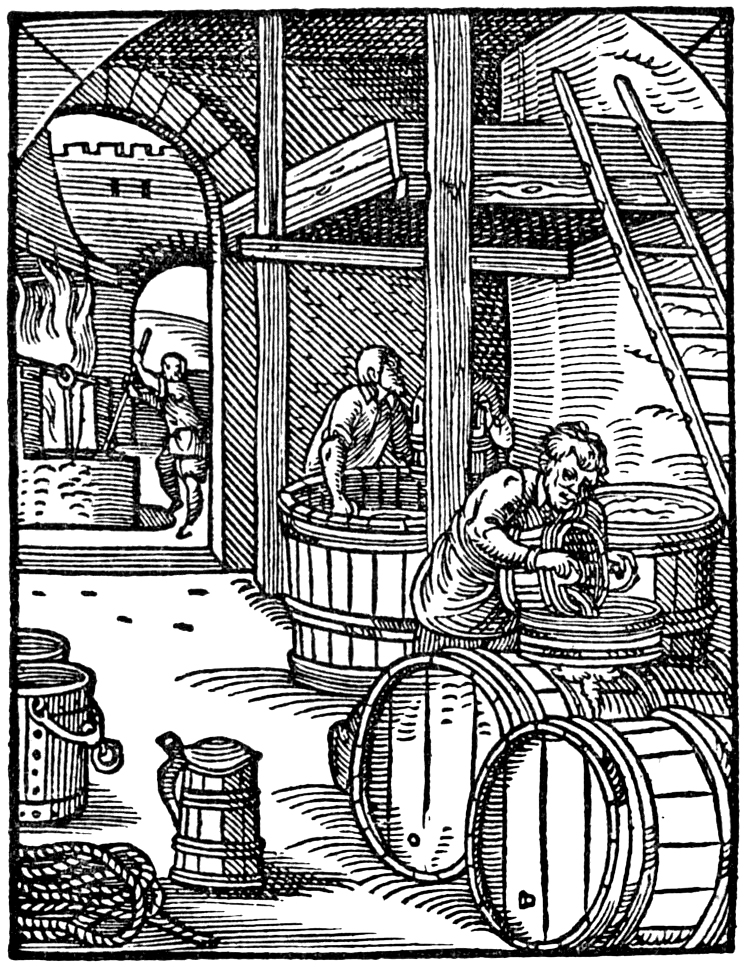
Berar din cartea lui Jost Amman, Ständebuch (sec. al XVI-lea)

Berea a apărut acum cca. 6.000 de ani. Vine cel mai probabil de la pâine care s-a udat și a început să fermenteze, de unde a apărut procesul de fermentare.
Această descoperire a avut loc de mai multe ori în istoria omenirii, astfel că nu se poate ști sigur unde a fermentat la început berea.
Cele mai vechi urme de bere, care provin din anii 3.500-2.900 î.Hr., au fost descoperite de curând în Godin Tepe⁠(en)[traduceți], Mesopotamia (astăzi în Iranul de vest).
Unii cercetători, studiind un număr mare de texte antice cât și texte târzii, au ajuns la concluzia că în antichitate exista o legătură strânsă între coacerea cerealelor și fabricarea berii. Coacerea cerealelor este până în zilele noastre un moment important în fabricarea berii.
Se pare că berea era asemănătoare unei grăsimi groase de culoare întunecată, fără să conțină o cantitate mare de alcool, însă foarte hrănitoare. Datorită gustului deosebit, ea ocupa un loc important în dieta oamenilor din acea vreme. Arheologii de la Universitatea Cambridge au întreprins un studiu al proceselor de pregătire a berii și cerealelor în Egiptul antic. Obiectul de studiu a fost găsit în mormintele în care s-au păstrat rămășițe de mâncare și bere. Calitatea acestora depinde de zahărul necesar pentru fermentație.
În zilele noastre, pentru ușurarea procesului semințele se pun la uscat, astfel încât se obține malțul. Malțul se fierbe, se strecoară și se adaugă drojdie. Potrivit rețetei tradiționale, pentru obținerea unei drojdii naturale se prepară un aluat din făină de grâu, iar aluatul se punea la copt până când mijlocul se întărea. După care, bucățile din aluatul copt se puneau într-un decoct de malț pentru pregătirea berii.
În toată lumea 20.000 de feluri de bere sunt îmbuteliate în 180 de feluri, de la normală, slab alcoolizată, pils, amară, cremă de bere și bere neagră.
Chinezii au produs berea numită ‘Kui’ cu aproximativ 5.000 de ani în urmă. În Mesopotamia, o tabletă de lut veche de 4.000 de ani indică faptul că meseria de berar era una foarte respectată și că cei mai buni berari erau femei.
În vechiul Babilon, femeile berar erau de asemenea și preotese. Zeițele Siris și Nimkasi erau patroanele berii, iar unele tipuri de bere erau rezervate exclusiv unor ritualuri divine.
În 2100 î.Hr. Hammurabi, al 6-lea rege al Babilonului, a inclus reglementări privind activitatea tavernelor în marele lui cod de legi. Aceste reglementări aveau în vedere distribuția berii și erau create astfel încât să protejeze consumatorii. Pedeapsa prevăzută pentru vânzarea unei cantități mai mici decât cea menționată era înecul, ce s-a dovedit o metodă eficientă pentru prevenirea repetării infracțiunii.

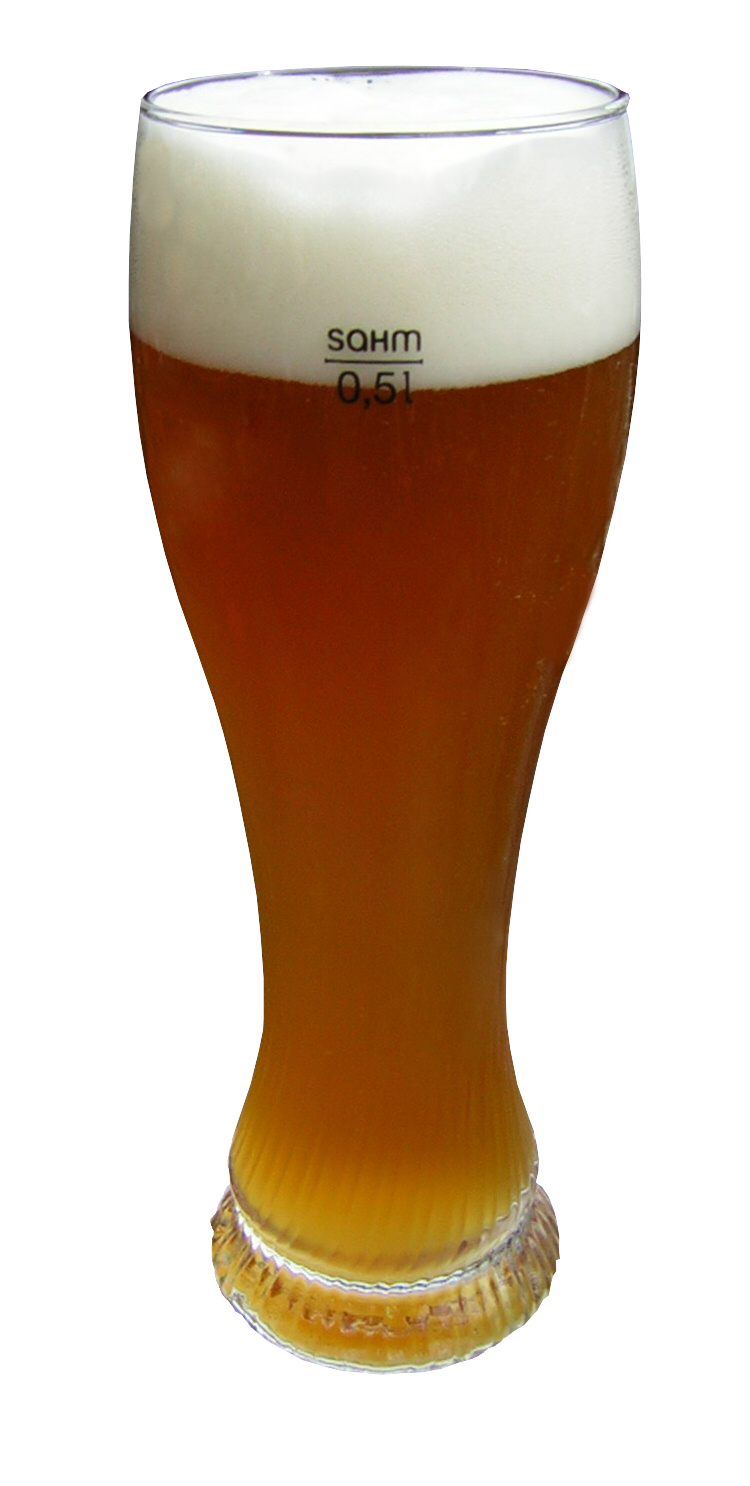
Bere bavareză

O veche tabletă, acum în păstrare la Muzeul Metropolitan din New York, descrie berea babiloniană ca fiind o bere neagră, bere deschisă, bere roșie, bere cu trei straturi, bere cu cap, bere fără cap, etc. Se mai menționează faptul ca berea era băută printr-un pai, iar în cazul familiei regale un pai aurit, destul de lung încât să ajungă de la tron la un container mare de bere ținut în apropiere.
Acum 5.000 de ani, în Egipt, berea era un important aliment în dieta zilnică.
Oamenii se strângeau să bea în “case ale berii”. Berea era băutura națională a țării, un aliment de bază ce își găsea loc atât în meniul nobilimii cât și în cel al oamenilor de rând (fellah). Pe lângă faptul că era o băutură, berea era folosită și ca medicament. Un document medical care a fost scris în jurul anului 1.600 î.Hr. listează 700 de rețete, din care în jur de o sută conțin cuvântul “bere” . În 1996 berăria Courage Brewery din Newcastle, Anglia, a îmbuteliat 1.000 de sticle de bere blondă, denumită Tutankhamun Ale după o rețetă veche de 3.200 de ani, găsită în Templul Soarelui Reginei Nefertiti. Prima dintre sticle a fost vândută, mai târziu, la licitație cu 1.000$.
Egiptenii obișnuiau să aprovizioneze morții cu mâncare și bere. Un vechi mormânt egiptean poartă inscripția : ”…satisface spiritul său cu vită și pasăre, pâine și bere”. În tavernele din Egipt, cel mai folosit toast era “Pentru stafia ta!”.
Se spune că egiptenii sunt cei care i-au învățat pe greci să facă bere.
Faimosul scriitor grec Sofocle încuraja cumpătarea și sugera o dietă compusă din “pâine, carne, legume verzi și zythos (bere)”. Alți scriitori greci timpurii ca Herodot și Xenofon menționează berea de asemenea în scrierile lor.
Romanii apoi au arătat triburilor sălbatice din Britannia tainele fabricației berii.
Regina Elisabeta, în timp ce călătorea prin țară, trimitea întotdeauna curieri înainte pentru a degusta berea locală. Dacă aceasta nu se ridica la standardele necesare o rezervă era trimisă imediat din Londra către ea.
Tatăl lui William Shakespeare a fost degustător de bere sau “conner”. Acesta testa berea turnând o parte pe o bancă, așezându-se apoi pe aceasta în timp ce termina restul berii. Dacă era zahăr in bere sau dacă nu era pură pantalonii din piele pe care îi purta aveau să se lipească de bancă după jumătate de oră.
La sfârșitul secolului 17, alocația săptămânală pentru elevii de toate vârstele de la o școală din Anglia consta în 2 sticle pe zi. Berea era mult mai sigură și mai bună la gust decât apa potabilă disponibilă, care adesea provenea din râuri poluate. Berea era de asemenea comună la locul de muncă. Omul de stat și de știință, Benjamin Franklin, care a trăit în Londra între anii 1757-1774, a înregistrat consumul zilnic de bere într-o tipografie din Londra ce a vizitat-o. Fiecare dintre angajați consumau o halbă înainte de micul dejun, o halbă între mic dejun și prânz, o halbă la prânz, o halbă la ora 6 și o halbă când terminau lucrul.

## Fabricarea berii
În 1516 apare Legea Germană a Purității (Deutsches Reinheitsgebot) , care spune clar că ingredientele berii trebuie să fie doar apă, orz și hamei.
Hameiul este floarea de Humulus lupulus, un agent de stabilitate în bere. Acizii de hamei au un efect antibiotic slab contra bacteriei gram-positive care favorizează activitatea exclusivă a drojdiei de bere în fermentarea berii. Aroma dată de hamei, depinde de varietate și utilizare; hameiul fiert cu berea ("hamei amărui") produc o amărăciune în timp ce hameiul adăugat mai târziu dă un fel de "aromă de hamei" (ultimele 10 minute din fierbere) și "aromă de hamei" (ultimele 3 minute din fierbere sau mai puțin) cu un grad de amărăciune mai scăzut. Adăugarea hameiului după fierbere, un proces cunoscut ca și "adăugarea hameiului uscat" adaugă puțină amărăciune. Hameiul nefiert dă doar o amărăciune slabă. Impactul amărăciunii după o anumită cantitate de hamei este specificată în unități de amărăciune.

## Îmbutelierea berii
Îmbutelierea berii a început în anul 1605.

## Comercializarea berii
Comercializarea berii a început în anul 1200 D.C. în regiunile pe care se află astăzi Germania.

### Mărci renumite de bere
Belgia
Stella Artois -  Jupiler - Duval - Maes - Bornem - Augustijn - Gulden Draak - Celis - Bruegel etc; cca. 650 de mărci înregistrate
 Bulgaria
Kamenitza
 Republica Cehă
Pilsner Urquell - Budvar - Kelt - Staropramen - Gambrinus - Krusovice
 Cipru
Keo
 Croația
Ozujsko - Karlovacko
 Danemarca
Carlsberg - Tuborg
 Franța
Meteor Lager
 Germania
Beck's - Bitburger - DAB - Jever - Krombacher - Franziskaner - Erdinger - Paulaner - Veltins
 Irlanda
Guinness - Kilkenny - Murphy's
 Italia
Peroni - Nastro Azzurro - Moretti
 Noua Zeelandă
Speights - DB - Monteith - Tui
 Japonia
Asahi - Sapporo, Kirin, Suntory
 Republica Moldova
„Chișinău”
 Norvegia
Hansa - Ringnes
 Țările de Jos
Amstel - Bavaria - Brand - Dommelsch - Grolsch - Gulpener - Heineken - Hertog Jan - Oranjeboom
 Polonia
Lech - Tyskie - Żywiec - Królewskie - Haberbusch i Schiele - Dojlidy - Hevelius - Łomża - Warka - Karpackie - Van Pur - Okocim‎‎
 Portugalia
Sagres
 România
Bergenbier - Bürger - Bucegi - Ciuc - Golden Brau - Noroc - Silva - Timișoreana - Ursus - Albacher - Stejar - Gambrinus - Ciucaș - Caraiman - Aurora - Azuga - Alutus - Craiova - Neumarkt - Suceava - Zimbru - Skol - Hațegana - Harghita
 Rusia
Baltika - Bocikariov - Ociakovo - Nevskoe
 Statele Unite
Budweiser - Coors - Miller - Samuel Adams
 Ucraina
Cernihivske - Lvivske - Obolon' - Slavutici

## Industria berii în România
La nivelul anului 2011 în economia românească funcționau 20 de berării, care au produs 17 milioane de hectolitri de bere, nivel apropiat de cel al Cehiei.
Producția anului 2011 a fost cu 60% mai mare decât cea din 1989. În anul 1994, România avea 125 de berării.
Tendința pe piața berii din România a fost ca producătorii să mărească capacitatea din fabricile de dimensiuni mari, fără a investi în noi unități de producție.
În anul 2013, România se afla pe locul șase în Europa din punctul de vedere al consumului de bere, anual consumându-se aproape 90 de litri pe cap de locuitor.